# Apache occidentali

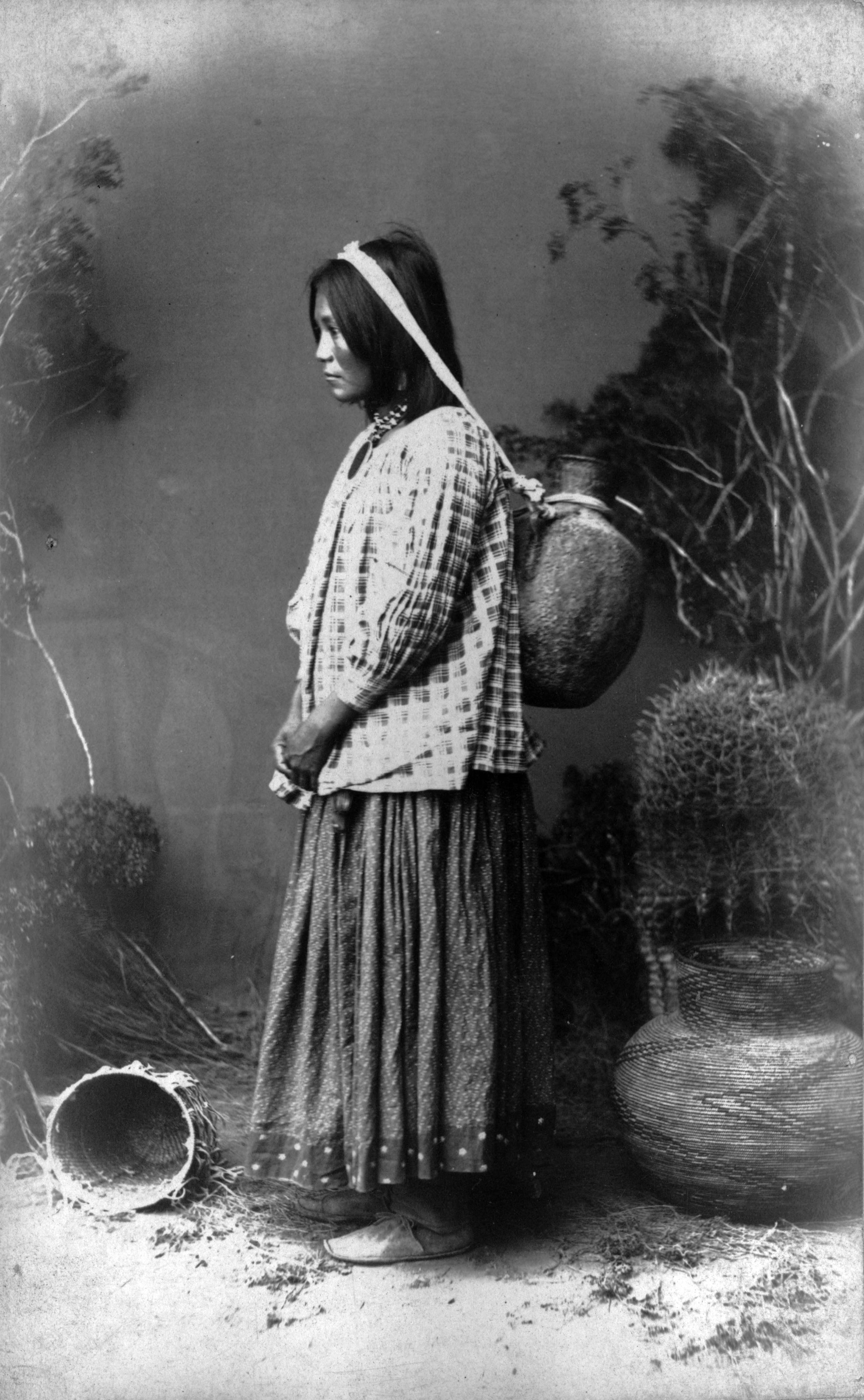
Donna San Carlos Apache, c. 1883-1887

Gli Apache occidentali sono alcune tribù Apache che vivevano originariamente nell'Arizona centro-orientale; successivamente la maggior parte di queste si trasferì nelle riserve indiane di Fort Apache Indian Reservation, San Carlos Indian Reservation, Yavapai-Apache Nation of the Camp Verde Indian Reservation, Tonto Apache e Fort McDowell Mohave-Apache. Inoltre esistono diverse bande, denominate Ndee (Indé) (“Il popolo”) in lingua apache occidentale; poiché esistono diversi dialetti, localmente i termini possono essere differenti, ad esempio le bande di San Carlos Apache pronunciano Innee o Nnēē.

## Lingua e cultura
I vari dialetti che formano la Lingua apache occidentale (che essi chiamano Ndee biyati' o Nnee biyati') appartengono alla Famiglia linguistica delle Lingue athabaska, ramo Lingue Athabaska meridionali. I Navajo parlano una lingua simile appartenente allo stesso gruppo linguistico, ma i due popoli sono vissuti separati per centinaia di anni e vengono considerati culturalmente distinti. 
più di 14.000 Apache occidentali parlano oggigiorno la lingua nativa, e grossi sforzi vengono profusi per preservarla. Insegnanti bilingue vengono solitamente impiegati nelle scuole elementari, ma, purtroppo, la tendenza dominante tra i bambini è di parlare solo l'inglese, mescolato occasionalmente con un po' di spagnolo.

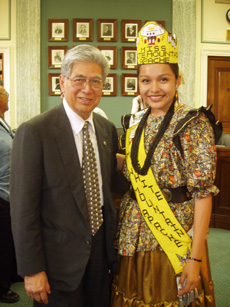
Miss Apache White Mountain col senatore Daniel Akaka.

Relativamente alla cultura tradizionale, esistono scuole tribali che offrono corsi di artigianato per i nativi: Cesteria, fabbricazione di archi, frecce, lance, scudi, culle per neonati, costumi tradizionali in pelle di daino e realizzazione di gioielli in argento.

## Classificazioni
L'antropologo Greenville Goodwin ha classificato gli Apache occidentali in cinque gruppi, basandosi sulla cultura e sul dialetto parlato:
- Cibecue,
- Tonto settentrionali,
- Tonto meridionali,
- San Carlos Apache
- White Mountain.

Since Goodwin, un altro ricercatore ha contestato queste conclusioni, ed ha proposto una suddivisione formata da tre gruppi principali e parecchi sottogruppi:
- San Carlos Apache
- White Mountain
- Dilzhe'e (Tonto).

## Bande e tribù Apache occidentali

### White Mountain Apache
(Dzil Łigai Si'án Ndee - "Popolo delle montagne Bianche", in Spagnolo: Sierra Blanca Apache) Vivono tra le White Mountains (Arizona) e sono il gruppo più isolato e più orientale degli Apache occidentali. Sono una tribù riconosciuta dal governo federale. Appartiene a questo gruppo anche la banda del capo Pedro Carrizo denominata Tca-Tci-dn o "Dischiidn" , che apparteneva originariamente agli Apache Cibecue, e che non sono stati costretti a trasferirsi a San Carlos nel 1875
Altre bande sono:
- Western White Mountain band (Łįįnábáha, Laan Baaha o Łįįnábáha dinéʼiʼ , spesso denominati Coyoteros o Coyotero Apaches
- Eastern White Mountain band (Dził Ghą́ʼ o Dzil Ghaa a - ‘popolo della cima delle montagne’)
  - Dzil Nchaa Si An[6]

### Cibecue Apache
(Il nome è una derivazione Spagnola dell'Endonimo, Dishchíí Bikoh - ‘Popolo del Red Canyon’) 
Stanziati a nord del Salt River, oggi appartengono alla tribù riconosciuta federalmente della riserva dei White Mountain Apache of the Fort Apache.
Le bande principali sono: 
- Canyon Creek band (Gołkizhn), la banda che vive più a ovest tra quelle dei Cibecue Apache.
- Carrizo band (Tłʼohkʼadigain, Tłʼohkʼadigain Bikoh Indee) vivono lungo il Carrizo Creek, affluente del Salt River, è la banda più orientale dei Cibecue Apache.
- Cibecue band (Dziłghą́ʼé, Dził Tʼaadn o Dził Tʼaadnjiʼ) vivono lungo il Cibecue Creek, affluente del Salt River, al centro del territorio dei Cibecue Apache.

### San Carlos Apache
(Tsékʼáádn - “Popolo del Metate”) Che vivono su entrambe le sponde del San Pedro River ai piedi dei monti Santa Catalina vicino a Tucson (Arizona). Una tribù riconosciuta federalmente, composta dai San Carlos Apache propriamente detti e da alcuni gruppi di Cibecue Apache (escluso i Tca-tci-dn), Tonto Apache, Lipan e Chiricahua Apache.
- Apache Peaks band (Nadah Dogalniné anche chiamati Bichi Lehe Nnee - ′Persone fuggite sulle montagne′) stanziate tra il Salt River e gli Apache Peaks.
- San Carlos band (Tsandee Dotʼán - ‘Si è posto solo, vicino al fuoco’, anche chiamati Tiis Zhaazhe Bikoh - ′Popolo del piccolo canyon del cotone′), che vivono in fattorie lungo il San Carlos River, affluente del Gila River.
- Pinaleño (In Spagnolo ‘Popolo dei pini’, Tʼiisibaan, Tʼiis Tsebán o Tiis Ebah Nnee), vivono sulle Mescal Mountains[8] a sudest del Gila River, insieme ai loro alleati (Hwaalkamvepaya) Guwevkabaya appartenenti al popolo Yavapai.
- Arivaipa/Aravaipa band (In lingua Pima: ‘codardi, ‘donne’, chiamati dagli Apache Tsé hiné, Tséjìné o Tsee Zhinnee - ‘Popolo delle Rocce nere’, per il fatto che la valle dell'Aravaipa CreekValley, dove sono stanziati è ricca di rocce scure[9]. 
  - Tsé Binestʼiʼé (‘popolo delle rocce poste in cerchio’)
  - Dzil Dlaazhe (anche noti come Mount Turnbull Apache, una banda mista di Guwevkabaya (Kwevekapaya) e (Arivaipa)[6]

### Tonto Apache
(Endonimo: Dilzhé`e, i Chiricahua li chiamano Ben-et-dine - ‘selvaggi’, ‘folli’; gli altri Apache occidentali li chiamano Koun`nde - ‘Quelli che non si capiscono’, ‘Selvatici’, 'Grezzi' gli Spagnoli tradussero il nome in Tonto, i Dine chiamano i Tonto Apache ed i loro vicini Yavapai: Dilzhʼíʼ dinéʼiʼ - ‘Persone con la voce acuta’), vivono vicino ai San Francisco Peaks ed Oak Creek Canyon lungo il Verde River, estendendosi ad est fino al Little Colorado, sono quindi il gruppo più occidentale tra gli Apache occidentali.
- Tonto settentrionali (abitavano il corso superiore del Verde River a nord di Flagstaff)
  - Bald Mountain band (Dasziné Dasdaayé Indee - ‘Persone sedute sul porcospino’) Vivono completamente di caccia e raccolta di piante. Formano una banda bilingue mista con i Wi:pukba (Wipukepa) o Yavapai nord-orientali.
  - Fossil Creek band (Tú Dotłʼizh Indee - ‘Popolo dell'acqua azzurra’, vivono in piccole fattorie lungo il Fossil Creek, il Clear Creek ed il Verde River vicino alla congiunzione col Deer Creek. Formano una banda bilingue mista con i Matkitwawipa dei Wi:pukba (Wipukepa) o Yavapai nord-orientali.
  - Mormon Lake band (Dotłʼizhi HaʼitʼIndee - ‘persone che vengono dalla Turquoise Road’), vivono ad est del Mormon Lake vicino all'Anderson's Canyon e a sud delle San Francisco Mountains. È l'unica banda composta interamente da Tonto Apache.
  - Oak Creek band (Tsé Hichii Indee - ‘Popolo della roccia rossa orizzontale’), vivono oggi nei pressi di Sedona, lungo l'Oak Creek, il Dry Beaver Creek, il Wet Beaver Creek e sulla riva occidentale del Verde River tra Altnan e West Clear Creek. Formano una banda bilingue mista con i Wi:pukba (Wipukepa) o Yavapai nord-orientali.
- Tonto meridionali, vivono nel Tonto Basin dal Salt River all'East Verde River.
  - Mazatzal band (Tsé Nołtłʼizhn), vivono principalmente sul versante orientale delle Mazatzal Mountains, formando una banda bilingue mista con gli Hakayopa e gli Hichapulvapa, gruppi locali dei Wiikchasapaya (Wikedjasapa) bande dei Guwevkabaya (Kwevkepaya) o Yavapai sudorientali.
  - Dil Zhęʼé (‘Genti con la voce acuta’, prima e più importante delle sei semi-banda, unica di cui ancora si conosca il nome. Alcuni Dil Zhęʼé, nella Sierra Ancha, formano una banda bilingue mista con la banda Walkamepa dei Guwevkabaya (Kwevkepaya) o Yavapai sudorientali, chiamata Matkawatapa)

### Altre bande e gruppi
Parecchi gruppi di Wi:pukba (Wipukepa) e Guwevkabaya (Kwevkepaya) appartenenti al popolo Yavapai vivono insieme ai Tonto Apache nelle cosiddette rancherias bilingue, ed è impossibile distinguerli eccetto che per la loro Madrelingua.
Spesso ci si riferisce agli Yavapai ed Apache usando il termine Tonto o Tonto Apaches. I Wi:pukba (Wipukepa) ed i Guwevkabaya (Kwevkepaya), vista la loro vicinanza culturale coi Tonto ed i San Carlos Apaches, sono stati spesso chiamati (erroneamente) Yavapai Apaches o Yuma Apaches. I Ɖo:lkabaya (Tolkepaya) o Yavapai sudorientali e gli Hualapai sono stati definiti Yuma Apaches o Mohave Apaches.